# Józef Wiśniewski (hokeista)
Józef Wiśniewski (ur. 1 listopada 1940 w Sławkowie, zm. 9 stycznia 1996 w Toruniu) – polski hokeista, olimpijczyk.
Zawodnik występujący na pozycji bramkarza. Wychowanek i przez całą karierę zawodnik Pomorzanina Toruń.
W latach 1963–1966 wystąpił w 56 meczach reprezentacji Polski. Uczestnik Zimowych Igrzysk w 1964 w Innsbrucku. Zagrał także w trzech turniejach o mistrzostwo świata (1963, 1965, 1966).
Zmarł w wyniku zawału serca. Brat hokeisty Tadeusza Wiśniewskiego.